# Media valle del Serchio
La media valle del Serchio (comunemente Mediavalle, Forum Clodii Inferius in latino) è un distretto geografico della provincia di Lucca compreso tra la città di Lucca a sud, la Garfagnana a nord e dalla Montagna Pistoiese ad est, che si estende lungo il bacino idrografico del fiume Serchio, compresa tra l'Appennino Tosco-Emiliano e le Alpi Apuane (Subappennino toscano). La sua altitudine media varia tra i 52 e i 1964 metri s.l.m.

## Descrizione
La media valle del Serchio comprende interamente, da nord a sud, i comuni di Barga, Coreglia Antelminelli, Bagni di Lucca, Borgo a Mozzano e il suo Ponte della Maddalena o ponte del Diavolo, Pescaglia con le frazioni agro-industriali di San Martino in Freddana e Monsagrati.
Nell'antichità fu abitata dagli Apuani, sconfitti dai romani tra il 180 e il 155 a.C. Nel Medioevo gli attuali comuni di Barga, Coreglia Antelminelli e in buona parte Pescaglia e Borgo a Mozzano facevano parte della Garfagnana come l'alta valle del Serchio (ancora oggi fino ai torrenti Fegana (Coreglia A.) e Pedogna (Pescaglia-Borgo a Mozzano) si notano numerose caratteristiche dialettali e tradizionali garfagnine e non lucchesi. Dal 1º gennaio 2014 Fabbriche di Vallico fa parte del comune sparso di Fabbriche di Vergemoli ed è tornato ad unirsi con la comunità montana della Garfagnana, quindi non rientra più nella Mediavalle. 
Più tardi l'alta valle fino a Fabbriche di Vergemoli compresa fu soggetta agli Estensi di Modena ("Valle estense"), mentre la Mediavalle era compresa nella Repubblica di Lucca ("Valle lucchese") ad eccezione del centro principale Barga, parte del Granducato di Toscana ("Valle toscana").
Bagni di Lucca con tutta la Val di Lima e Villa Basilica con le Pizzorne, storicamente ed etnograficamente legate alla Valleriana e alla Val di Nievole, furono sempre parte del territorio lucchese.

### Clima
In base alle medie climatiche dell'ultimo trentennio in Mediavalle del Serchio si passa mediamente da un clima di transizione al mediterraneo dalla pianura alla bassa collina "Cfsa" ad un clima submediterraneo temperato ad estate tiepida in alta collina ("Cfsb", tendente al "Cfb" in alcune aree orientali); in bassa montagna il clima è invece oceanico "Cfb", mentre in alta montagna è oceanico-subpolare "Cfc". In singole zone a quote elevate il clima lo si può definire invece temperato freddo d'altitudine: subartico con estate fresca "DfH". La neve in inverno è un fenomeno modesto al di sotto dei 400 metri s.l.m. (anche se spesso si tratta di accumulo scarsi o nulli), mentre al di sopra di tale quota è più frequente, in particolar modo oltre i 1000 metri s.l.m. dove le nevicate sono piuttosto abbondanti e la copertura nevosa al suolo può durare per settimane o mesi (in alcune aree più elevate in annate particolarmente favorevoli può durare da ottobre fino a maggio-giugno). La media nivometrica varia tra i 10 cm e valori >100 cm in base all'esposizione e all'altitudine.

### Ambiente
I boschi, sia in base all'altitudine che all'esposizione sono occupati da varietà di piante, tipiche tra la sottozona fredda del lauretum di 2º tipo alla sottozona calda del Picetum in corrispondenza dei rilievi più elevati. Negli ultimi anni il clima permette all'ulivo la sua sopravvivenza e il ciclo di fruttificazione completa dal piano basale fino ad una quota media massima compresa tra i 400 e i 500 metri s.l.m. in base all'esposizione e ai microclimi.